# Дереализация
Дереализация, также аллопсихическая деперсонализация, — нарушение восприятия, при котором окружающий мир воспринимается как нереальный или отдалённый, лишённый своих красок и при котором могут происходить нарушения памяти. Порой сопровождается состояниями «уже виденного» (déjà vu) или «никогда не виденного» (jamais vu). Довольно часто возникает совместно с деперсонализацией, вследствие чего в международной классификации болезней (МКБ-10) обозначается как F48.1 — «Синдром деперсонализации-дереализации», то есть термин «дереализация» часто понимается как группа сходных симптомов «деперсонализации-дереализации», отвечающих за изменение восприятия окружающего пространства.
Дереализация сама по себе не является психозом (относится к разряду неврозов, или к «малой психиатрии», — человек практически всегда полностью сохраняет контроль над собой, адекватность и вменяемость, это лишь ощутимо ухудшает качество жизни), хотя вкупе с подменой реальности (то есть принятием несуществующего восприятия либо воспоминания за вполне существующее) может являться одним из признаков психоза при диагностике.
Дереализация часто бывает сопряжена с депрессией или неврастенией, является основным составляющим симптомом тревожного невроза или других психических расстройств, в том числе шизофрении, а также может встречаться при психотических состояниях, кодируемых F2x в МКБ-10.

## Oписание «ощущения дереализации»
При дереализации окружающее воспринимается изменённым, странным, неотчётливым, чуждым, призрачным, тусклым, застывшим, безжизненным. Оно воспринимается как бы «сквозь туман, молоко, плёнку, малопрозрачное стекло», часто утрачивает объёмность и перспективу — «как на фотографии», ощущением некой «игры», или «как во сне».
В других случаях сравнивают окружающее с декорацией. Видоизменяются акустические феномены: голоса и звуки отдаляются, становятся неотчётливыми, глухими.
В некоторых случаях исчезает или притупляется сенсорное восприятие.
Изменяются краски окружающих предметов, их цвет становится тусклым и серым — «свет померк, листва поблекла, солнце стало светить менее ярко».
Время может замедляться, останавливаться, исчезать — «его больше нет».
В других случаях испытывают ощущение, что время движется необычно быстро.
Многие утверждают, что это состояние напоминает затянувшееся дежавю.

## Дифференциальная диагностика
Дереализация требует дифференциального диагноза с рядом психопатологических симптомов. От галлюцинаций её отличает отсутствие мнимовосприятия; от иллюзий — правильное определение окружающего; от психического автоматизма — принадлежность расстройства к своему «Я» (вернее, при деперсонализации, понимание этого) и отсутствие чувства сделанности.
Для диагностики используют шкалу Нуллера, которая показывает тяжесть расстройства (используется для определения выраженности симптомов и дереализации и деперсонализации).
Можно отметить, что максимально возможное количество баллов — 31, а также приблизительно разграничить степени тяжести: до 10 — лёгкая, 10—15 — средняя, 15—20 средне-тяжёлая, 20—25 тяжёлая, 25 и более очень тяжёлая.

## Предположительная причина дереализации
В большинстве случаев причиной дереализации является целый комплекс причин, основанных на депривации. При длительном подавлении многочисленных желаний (часто вовсе неосознанных) и/или от осознания невозможности достижения определённых успехов в жизни, при страстном желании их достичь, психика может использовать дереализацию как защитный механизм для самого себя. Этим объясняется тот факт, что большинство людей, испытывающих это состояние, — перфекционисты с завышенным уровнем притязаний.
В других случаях дереализация может «включаться» при продолжительных хронических стрессах, усталости, невозможности восстановить свои силы.

## Нарушения на физиологическом уровне
Это расстройство влечёт за собой угнетение серотонинэргической, норадреналиновой, дофаминовой, ГАМК систем и стимуляцию опиатной системы организма.
В результате человек и испытывает ощущения нереальности, отсутствия удовольствия (ангедония), притупление чувств и эмоций, отсутствие настроения (отличать от плохого или сниженного настроения), тревогу и прочее.

Большое практическое значение имеет тревожная часть симптоматики. При погашении тревоги удаётся снижать уровень дереализации, что вызывает идеи о том, что тревога, по различным её причинам появления, усиливает это состояние, и практики осознанности, медитации, нахождения «здесь и сейчас» могут помочь в решении данной проблематики. Как показывает практика, страх перед дереализацией, её постоянностью или чрезмерно серьёзным отношением к ней может лишь усиливать её. 

## Лечение дереализации
Методы лечения такие же, как и при деперсонализации. Синдром может являться симптомом прогредиентных процессов, в связи с чем показаны ранние диагностика и начало лечения основного заболевания.
Основными группами препаратов могут являться бензодиазепиновые транквилизаторы, антидепрессанты (СИОЗС/СИОЗСиН, если нет резистентности; при резистентности — ТЦА (амитриптилин), ИМАО).

## Прогноз лечения
В основном положительный, длительность состояния может варьироваться от нескольких минут до нескольких лет, во многом все зависит от правильности подобранной терапии, комплексного её соблюдения. Но, как показывает практика, такие состояния полностью подвергаются излечению. Чем больше погружаться в деятельность, тем быстрее будет уходить состояние. Выздоровление происходит постепенно.